# Ульянова Валентина Андріївна
Валентина Андріївна Ульянова (нар. 5 березня 1939, Сталіно) — український графік і педагог; член Київської організації Спілки радянських художників України з 1970 року. Мати українського композитора та мультиінструменталіста Данила Перцова.

## Біографія
Народилася 5 березня 1939 року у місті Сталіному (нині Донецьк, Україна). 1965 року закінчила Київський державний художній інститут, у 1967 році — творчі майстерні Академії мистецтв СРСР у Києві. Її педагогами були Василь Касіян, Михайло Дерегус, Георгій Якутович.
З 1967 року викладала у Київському художньому інституті. Мешкала к Києві в будинку на бульварі Лесі Українки, № 10, квартира № 3 та у будинку на Бастіонному провулку, № 9, квартира № 61.

## Творчість
Працювала у галузях станкової та книжкової графіки. Серед робіт:
- триптих «Поздоровлення нареченого і нареченої» (1967, літографія);
- «Привітання» (1968)

художнє оформлення книг
- «У неділю рано зілля копала» Ольги Кобилянської (1965);
- «Сурмач» Андрія Малишка (1967).

Учасниця республіканських виставок з 1966 року, всесоюзних та зарубіжних — з 1967 року.